# Incubação de empreendimentos solidários
A incubação de empreendimentos solidários é uma forma de assessoria a grupos sociais que visam à organização coletiva para criação de empreendimentos econômicos solidários. Essa assessoria oferece subsídios, tais como formação técnica e política, e acompanhamento dos processos de tomada de decisão e implementação de atividades econômicas, tais como produção, trabalho, finanças e comércio.

## Histórico
No Brasil, o processo de incubação desses empreendimentos começou a ser formalizado a partir da criação de uma incubadora tecnológica de cooperativas populares na Coordenação de Programas de Pós-Graduação em Engenharia da Universidade Federal do Rio de Janeiro em 1995. Três anos depois, já eram seis as incubadoras vinculadas a universidades, que constituíram então uma rede nacional para articular suas atividades.

## Metodologia
Na incubação é necessário que haja uma relação dialógica entre equipe de incubadores e grupo assistido, de modo a promover a existência e consolidação destes empreendimentos para que estes tenham características gradualmente mais compatíveis com os princípios da economia solidária. Para tanto, a incubação deve criar condições para que as pessoas se organizem para o trabalho coletivo e autônomo, que tenham capacidade de identificar suas próprias necessidades e providenciar para que sejam atendidas, inseridas no mercado e no contexto mais amplo da economia solidária.